# Prada
Пра́да (італ. Prada) — італійська приватна компанія, дім моди і модний бренд.

## Історія

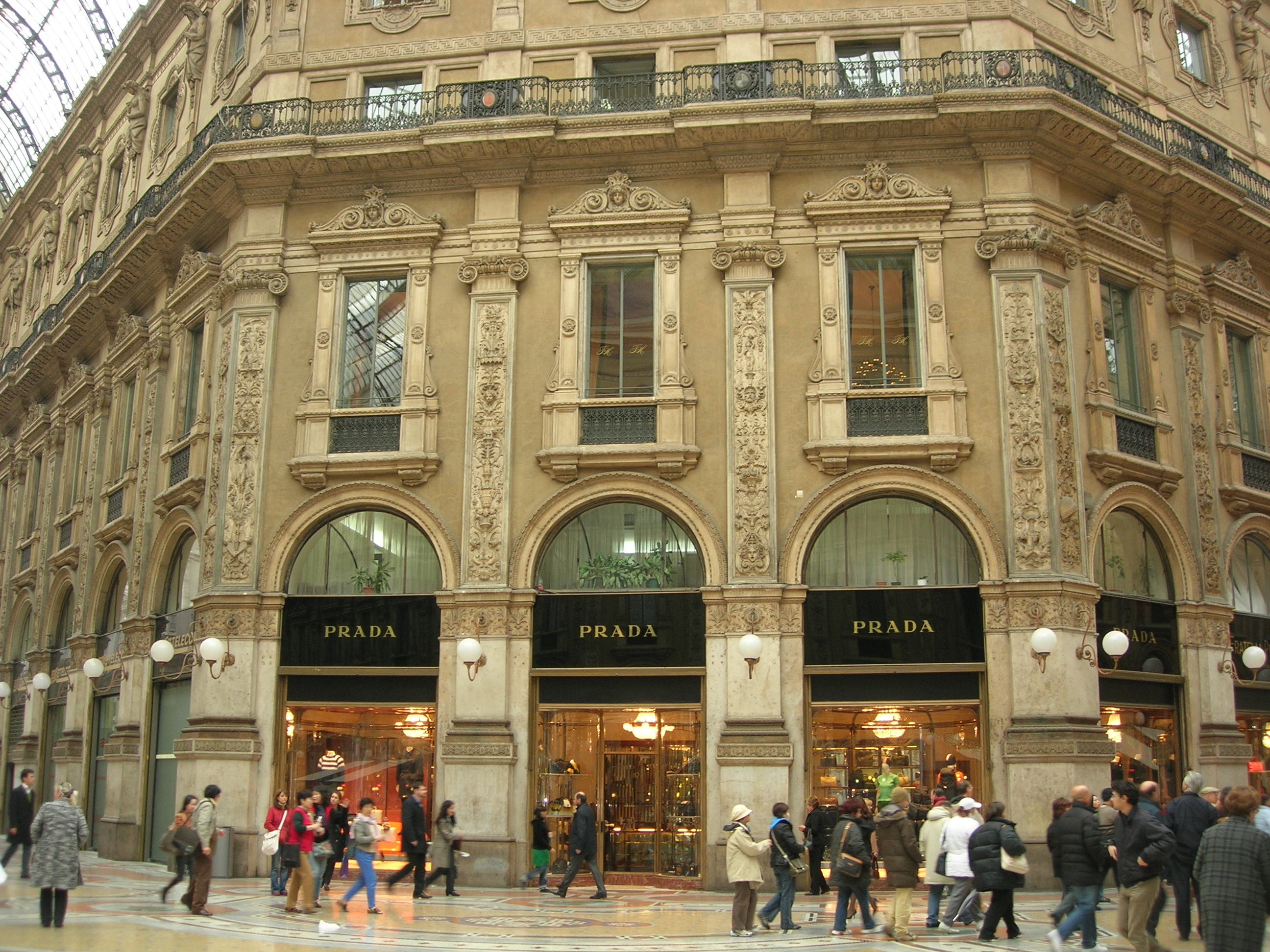
Будинок Прада в Мілані

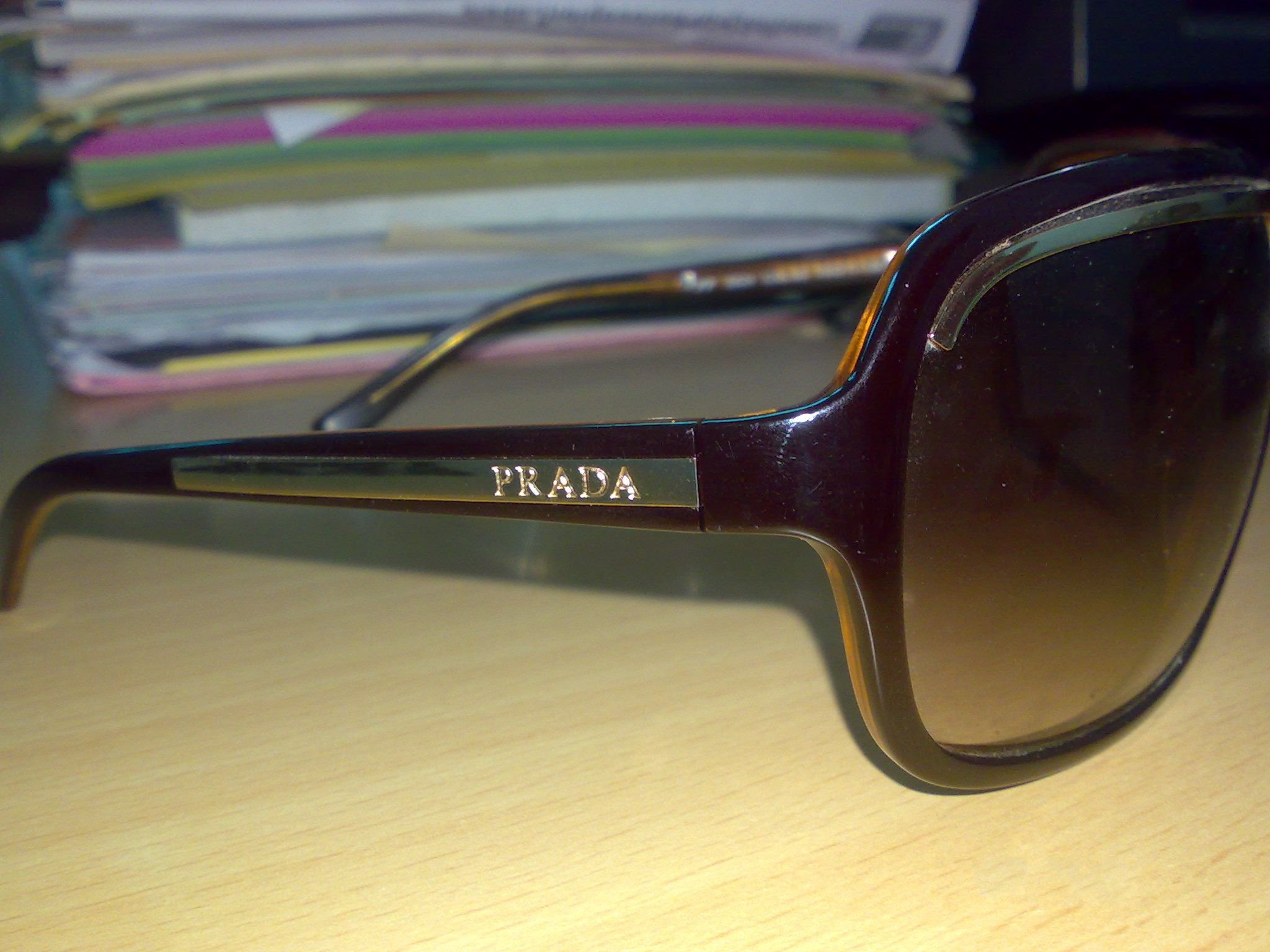
Окуляри Прада

Компанія спочатку називалась «Prada Brothers», була заснована в 1913 році Маріо Прада в Мілані. У 1978 році компанію успадкувала його онука Міучча Прада. На той час компанія займалася виготовленням виробів зі шкіри. Міучча розширила виробництво і націлилась на високу моду, couture, і більш богемний стиль.
Сьогодні Міучча Прада є однією з найвпливовіших дизайнерок одягу в індустрії моди.

## Придбання
PRADA отримала великі борги від придбаного римського фінансово нестійкого модного будинку Фенді (італ. Fendi) на початку 1990-х. Прада розділяє компанію Фенді з LVMH, компанія виявляється не в змозі підняти або підтримати збитковий Фенді та згодом продає Фенді Луї Віттону. Прада досі відновлюється після цього боргу. У 1999 році компанія набуває Church's, англійського виробника якісного взуття, більш ніж 45 % частки було продано Equinox.

## Мобільний телефон LG Prada

Мобільний телефон LG Prada

У травні 2007 року Прада об'єднує сили з виробником стільникових телефонів LG Electronics для створення телефону LG Prada (KE850). Телефон продається за $ 800. У 2009 році в Європі почалися продажі KF900, другого покоління телефону. У телефоні була реалізована підтримка стандарту 3G, а також нова QWERTY клавіатура-слайдер, яка хоч і зробила телефон більше, зате збільшила функціональність. Також телефон підключався до наручного годинника Prada Link за технологією Bluetooth, так щоб власник міг переглядати текстові повідомлення на дисплеї годинника.

## Архітектура
Прада доручає архітекторам, особливо таким, як Rem Koolhaas і Herzog & de Meuron, створити дизайн для основних магазинів у різних точках світу. У 2005 році недалеко від Західного Техасу, в містах Валентин і Марфа, пара скандинавських художників, Michael Elmgreen і Ingar Dragset, відкривають магазин Prada Marfa, скульптурно маскується як міні-бутік Prada. Розташоване вздовж ізольованою протяжності US Highway 90, 15 на 25-футові будівлі з цегли та штукатурки, частково фінансувалося Фондом Прада (Prada Foundation).

## Бутіки й магазини
Прада має 10 бутиків і 3 великих магазини.

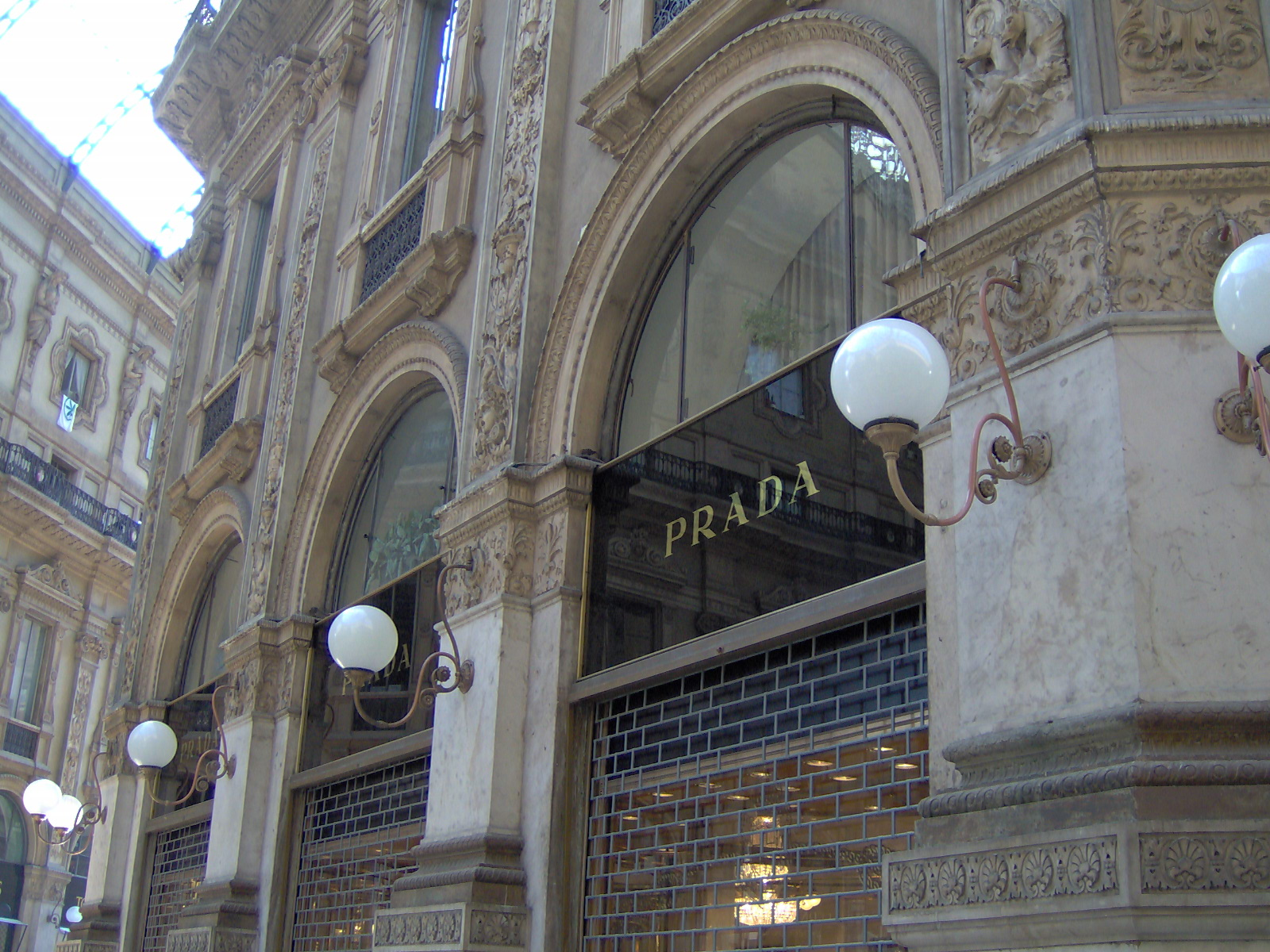
Магазин Прада в Мілані

Бутіки розташовані в таких містах, як:
- Нью-Йорк (П'ята авеню, Медісон-авеню)
- Чикаго
- Сан-Франциско
- Бал-Гарбор
- Лас-Вегас
- Центр Ала Моана
- Вайкікі
- Аспен
- Манхасет, Нью-Йорк
- Бостон

Великі магазини знаходяться в:
- Сохо, Нью-Йорк
- Беверлі-Гіллз, Лос-Анджелес
- Токіо

## Прада в культурі
- Прада надихає поетів. Беатріче Лао, середземноморська поетеса, є однією з них. Вона концентрується на «сутності Прада»: «Темні очі здивовані. Туш чорніше таємниці. Настрій — порцеляна. Її мрії тчуться за вікнами». Dreams Pradaesque

(англ. '... Dusky eyes dazed. Mascara blacker than enigma. The mood is porcelain. Her dreams are weaving behind windows.' Dreams Pradaesque)
- Новела «Диявол носить Prada» була написана у 2003 році, в якій розповідається про злу, егоцентричну начальницу, яка носить дизайнерський одяг, включаючи Прада.
- У 2006 році вийшов фільм «Диявол носить „Прада“», заснований на цій новелі.
- Існує також група «The Devil Wears Prada».

## Цікаві факти
На початку жовтня 2023 року було повідомлено, що італійський модний дім Prada вперше об'єднається з комерційною космічною компанією Axiom Space для розробки скафандрів для місії НАСА Артеміда-3. Місія на Місяць Артеміда-3 запланована на 2025 рік. Вона стане першою висадкою екіпажу на Місяць після місії «Аполлона-17» у грудні 1972 року, а також першою, коли на Місяць зійде жінка. Інженери Prada працюватимуть разом з командою Axiom Space протягом усього процесу проєктування, розробляючи рішення щодо матеріалів і конструктивних особливостей для захисту від унікальних викликів космосу та місячного середовища.